# Phelsuma flavigularis
Phelsuma flavigularis är en ödleart som beskrevs av  Mertens 1962. Phelsuma flavigularis ingår i släktet Phelsuma och familjen geckoödlor. IUCN kategoriserar arten globalt som starkt hotad. Inga underarter finns listade i Catalogue of Life.